# 1. liga boxu 1982/1983
Nejvyšší soutěže v boxu mužů na území Československa se v sezóně 1982/83 zúčastnilo celkem 10 mužstev. Utkala se dvoukolově systémem každý s každým. Sestoupily poslední dva týmy, další ročník proběhl s 8 mužstvy. 
Předchozí sezóna: 1981/82
Následující sezóna: 1983/84

## Stupně vítězů
| Zlato             | Stříbro  | Bronz         | 4 místo         |
| ----------------- | -------- | ------------- | --------------- |
| RH Ústí nad Labem | US Praha | Dukla Olomouc | Spartak Dubnica |

## Tabulka
| Poř. | Tým                          | Z  | V  | R | P  | VG  | OG  | B  |
| ---- | ---------------------------- | -- | -- | - | -- | --- | --- | -- |
| 1.   | RH Ústí nad Labem            | 18 | 15 | 1 | 2  | 258 | 100 | 31 |
| 2.   | US Praha                     | 18 | 12 | 2 | 4  | 216 | 140 | 26 |
| 3.   | Dukla Olomouc                | 18 | 10 | 4 | 4  | 220 | 140 | 24 |
| 4.   | Spartak Dubnica              | 18 | 10 | 2 | 6  | 194 | 162 | 22 |
| 5.   | Spartak Komárno              | 18 | 7  | 2 | 9  | 174 | 186 | 16 |
| 6.   | Škoda České Budějovice       | 18 | 6  | 4 | 8  | 146 | 212 | 14 |
| 7.   | TJ Vítkovice                 | 18 | 7  | 0 | 11 | 170 | 188 | 14 |
| 8.   | ZŤS Martin                   | 18 | 4  | 5 | 9  | 158 | 198 | 13 |
| 9.   | OSP Galanta                  | 18 | 6  | 0 | 12 | 154 | 206 | 12 |
| 10.  | Hydrostav Jaslovské Bohunice | 18 | 2  | 2 | 14 | 100 | 258 | 6  |

Poznámky:
Z = Odehrané zápasy; V = Vítězství; R = Remízy; P = Prohry; B = Body